# Vexations
Vexations (1893) è una composizione musicale di Erik Satie.

## Storia
L'opera, datata presumibilmente tra il gennaio e il giugno del 1893, fu scoperta molti anni dopo la morte dell'autore dall'amico Henri Sauguet che, nel 1949, la sottopose all'attenzione di John Cage; quest'ultimo a sua volta ne avrebbe curato la prima esecuzione pubblica nel 1963.
La prima riproduzione in stampa dello spartito comparve nel libro Satie revisité - Contrepoints VI (1949) di Henry-Louis de la Grange mentre la pubblicazione ufficiale dell'opera – con altri due inediti postumi – risale al 1969, a cura delle Éditions Max Eschig. Il manoscritto autografo, per lungo tempo parte della collezione Claude Rostand a Ginevra, è conservato negli Archives de la Fondation Eric Satie a Parigi. Benché la sua autenticità sia indubbia, non vi è testimonianza che Satie l'abbia mai menzionato né tanto meno eseguito in pubblico; per questa ragione l'intento, l'eventuale significato e persino le modalità di esecuzione del brano rimangono oggetto di pura ipotesi.

## Struttura e interpretazione
Probabilmente concepito per pianoforte sebbene Satie non lo specifichi, lo spartito di Vexations è costituito da una sola pagina contenente due pentagrammi doppi più uno semplice in chiave di basso, posto in calce, che l'autore indica come: Thème (tema). Quest'ultimo si compone di diciannove note più una pausa di croma, per un valore totale di tredici quarti. L'intero brano consta quindi di detto tema e di due armonizzazioni (i pentagrammi doppi di cui sopra) che tra loro differiscono solo per l'ottava di una delle voci. L'indicazione di tempo è: Très lent (molto lento), mentre sono assenti metro, suddivisione in misure e indicazioni dinamiche o espressive.

Segni di coda, che Satie appone dinanzi a ciascuna armonizzazione, rimandano al tema sottostante con la seguente legenda:
Questo parrebbe suggerire che il tema vada eseguito anche da solo, alternato alle armonizzazioni secondo lo schema: tema solo / 1ª armonizzazione / tema solo / 2ª armonizzazione.
Satie infine scrive:

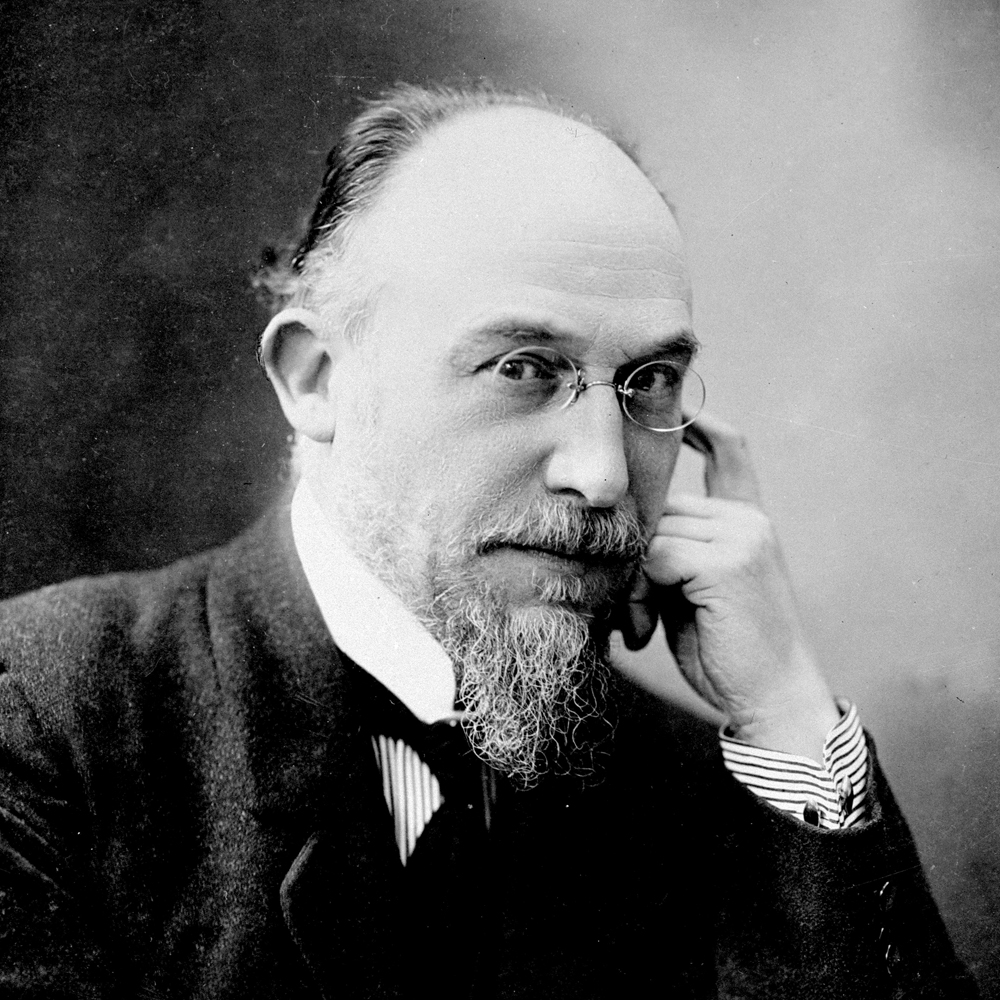
Erik Satie

 Ciò è stato per lo più interpretato come l'istruzione di ripetere l'esecuzione 840 volte; la nota tuttavia non ha necessariamente un tono obbligatorio, perciò anche questa intenzione dell'autore non può dirsi certa. Assumendo per corretta tale ipotesi, il pezzo può durare dalle 9 alle 24 ore a seconda della velocità, il che in teoria lo rende il brano musicale più lungo di sempre, per lo meno fra quelli di cui sia storicamente accertata almeno un'esecuzione completa. In particolare si è calcolato che un solo passaggio della struttura tema/armonizzazioni illustrata sopra, eseguito al tempo di 52 semiminime al minuto, dura esattamente 60 secondi che, moltiplicati per le 840 ripetizioni indicate, totalizzano 14 ore precise; tali rapporti numerici esatti rifletterebbero fra l'altro la documentata fascinazione di Satie per la numerologia.
A parte la durata presunta, che rende l'esecuzione di per sé impegnativa per qualsiasi musicista o ensemble, il modo stesso in cui il manoscritto è redatto ha suggerito l'idea che l'autore volesse renderlo il più difficile possibile per l'esecutore anche sul piano percettivo e su quello mnemonico: oltre infatti alla presenza di undici delle dodici note della scala cromatica, per cui il brano non è inquadrabile in una tonalità certa (il musicologo Robert Orledge ravvisò in questo un primo tentativo di serialismo) e al fatto che le armonizzazioni insistono su intervalli tutt'altro che intuitivi anche per un orecchio allenato, Satie utilizza una notazione del tutto arbitraria, ad esempio scrivendo lo stesso accordo con differenti notazioni enarmoniche in punti diversi o violando la convenzione per cui i toni ascendenti si alterano con il diesis (♯) e quelli discendenti col bemolle (♭), il che nell'insieme rende lo spartito particolarmente complesso da leggere a prima vista e, di conseguenza, anche da memorizzare. Lo stesso John Cage ebbe a osservare come la pagina, malgrado la relativa brevità, costringesse ogni volta ad affrontarla "da zero". L'ipotesi di un disegno preciso in tal senso da parte dell'autore parrebbe suffragata da un suo scritto nel quale egli dichiarò di ignorare deliberatamente, tra gli elementi funzionali all'esecuzione di qualsiasi brano musicale, l'esperienza che definì: «Una sorta di paralisi». Ostacolando la percezione, Satie avrebbe quindi voluto impedire che il brano si "fossilizzasse" nella memoria dell'esecutore, costringendolo invece a uno sforzo meditativo costante.
Più in generale i musicologi hanno attribuito a Vexations gli intenti più vari, per lo più basandosi su dati biografici che documentano la stravaganza e l'anticonformismo dell'autore: vi è ad esempio chi ha voluto ravvisare nella presunta lunghezza del brano una semplice burla verso gli estimatori di Wagner, compositore che Satie detestava anche e soprattutto per la prolissità (Gavin Bryars, allievo di Cage, definì Vexations «una sorta di Anello del Nibelungo dei poveri»); alcuni hanno interpretato la notazione arbitraria, per l'epoca assai anticonvenzionale, come una provocazione di Satie al mondo accademico musicale che disdegnava o ignorava gran parte della sua produzione; altri ne hanno associato l'aspetto ripetitivo estremo ad affermazioni documentate dell'autore sull'uso deliberato della noia come arma musicale contro i suoi detrattori, specie se appartenenti alla borghesia; altri ancora ritengono invece il manoscritto una meditazione ad uso puramente personale, non destinata a un pubblico e forse collegata all'unica relazione sentimentale accertata nella vita del compositore: quella breve e tormentata che egli intrecciò, proprio nei primi sei mesi del 1893, con la pittrice Suzanne Valadon.

## Prime esecuzioni pubbliche

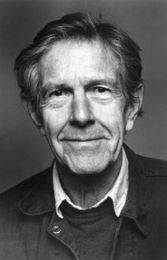
John Cage

Per la sua natura inconsueta ed enigmatica, Vexations ha acquisito nel tempo grande favore fra studiosi e interpreti di musica contemporanea ed è regolarmente eseguito in tutto il mondo, quasi sempre applicando alla lettera l'istruzione delle 840 ripetizioni. Gran parte di tale fortuna postuma si deve all'interesse di John Cage il quale, ad esempio, concepì la sua opera 4'33" del 1952 (tre movimenti interamente costituiti da tacet per una durata totale di 4 minuti e 33 secondi) proprio come una sorta di preludio a Vexations, con particolare riferimento all'invito di Satie a «prepararsi in anticipo e nel massimo silenzio».
Benché in un primo momento si fosse dichiarato scettico sull'utilità e persino sull'effettiva possibilità di presentare un brano simile a un uditorio, fu Cage stesso a organizzarne la prima esecuzione pubblica in assoluto, il 9 e 10 settembre 1963 presso il Pocket Theatre di New York, con un team di pianisti composto da lui, David Tudor, Christian Wolff, Philip Corner, Viola Farber, Robert Wood, MacRae Cook, John Cale, David Del Tredici e James Tenney, più le "riserve" Howard Klein e Joshua Rifkin; gli esecutori si avvicendarono al pianoforte in turni di venti minuti a testa, senza interruzioni, dalle ore 18:00 alle 12:40 del giorno dopo, per un tempo totale di 18 ore e 40 minuti; ciascun pianista doveva entrare in palcoscenico qualche minuto prima di incominciare a suonare, attendere in silenzio il proprio turno e, dopo averlo svolto, rimanere a tenere il conto delle ripetizioni per il collega a seguire.
La prima performance da parte di un unico esecutore si deve al pianista Richard Toop, il quale la tenne nell'arco complessivo di 24 ore all'Arts Lab di Drury Lane a Londra nell'ottobre del 1967 e la replicò nello stesso luogo l'anno seguente. Per evitare di dover contare le ripetizioni, Toop impiegò 840 fotocopie dello spartito, che sfogliò una ad una lungo l'esecuzione; egli riferì inoltre che si impose di non memorizzare il brano prima di suonarlo in pubblico, salvo stabilirne la velocità ottimale, e che persino a "maratona" conclusa ne ricordava a memoria solo frammenti.
Il pianista australiano Peter Evans tentò anch'egli un'esecuzione in solitaria nel febbraio 1972, presso la Watters Gallery di Darlinghurst a Sydney: giunto dopo sedici ore alla 595ª ripetizione però si interruppe di colpo e lasciò la sala, riferendo in seguito che la sua mente aveva incominciato a concepire «pensieri malvagi» e che «animali» e «cose» gli parevano sbucare fuori dallo spartito a ogni passaggio; Evans dichiarò anche: «Chi esegue questo brano lo fa a proprio rischio» e che personalmente non l'avrebbe fatto mai più. La performance in questione fu completata da Linda Wilson, senza ulteriori conseguenze negative, dopo 22 ore complessive.
Il compositore, artista e scrittore canadese Robert Racine eseguì da solo l'opera in ben tre occasioni, tra il 1978 e il 1979: di queste performance, soltanto la prima subì interruzioni di non più di qualche secondo, per sporadici errori dello stesso Racine e per un applauso imprevisto; inoltre, a tutte e tre le esecuzioni l'interprete si preparò non assumendo liquidi dalla sera prima, onde evitare di doverle interrompere per espletare bisogni fisiologici.
La prima esecuzione italiana documentata, a cura dei pianisti Juan Hidalgo e Walter Marchetti, si tenne il 13 aprile 1980 al Teatro di Porta Romana di Milano, per iniziativa di Gianni Sassi.